# Conostigmus arietinus
Conostigmus arietinus är en stekelart som först beskrevs av Léon Abel Provancher 1887.  Conostigmus arietinus ingår i släktet Conostigmus och familjen trefåresteklar. Inga underarter finns listade i Catalogue of Life.